# Literaturjahr 1854
Liste der Literaturjahre

◄◄ | 1850 | 1851 | 1852 | 1853 | Literaturjahr 1854 | 1855 | 1856 | 1857 | 1858 | ► | ►►

Weitere Ereignisse
Dieser Artikel behandelt das Literaturjahr 1854.

## Ereignisse

### Prosa

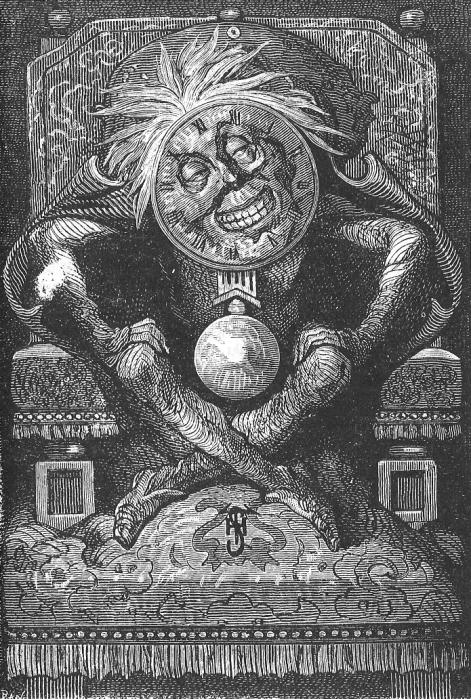
Illustration von Lorenz Frølich für die Kurzgeschichte Meister Zacharius

- April/Mai: In zwei Teilen veröffentlicht Jules Verne seine Kurzgeschichte Maître Zacharius ou l'horloger qui avait perdu son âme. Tradition genevoise (Meister Zacharius) in der Zeitschrift Musée des familles.
- Theodor Fontane veröffentlicht seinen Erfahrungsbericht Ein Sommer in London.
- Theodor Storms Novelle Ein grünes Blatt erscheint während Storms Potsdamer Exils im belletristischen Jahrbuch Argo. Im selben Jahr erscheint auch die Novelle Im Sonnenschein.
- Bei Meidinger in Frankfurt am Main erscheint Ludwig Bechsteins historischer Roman Der Dunkelgraf.

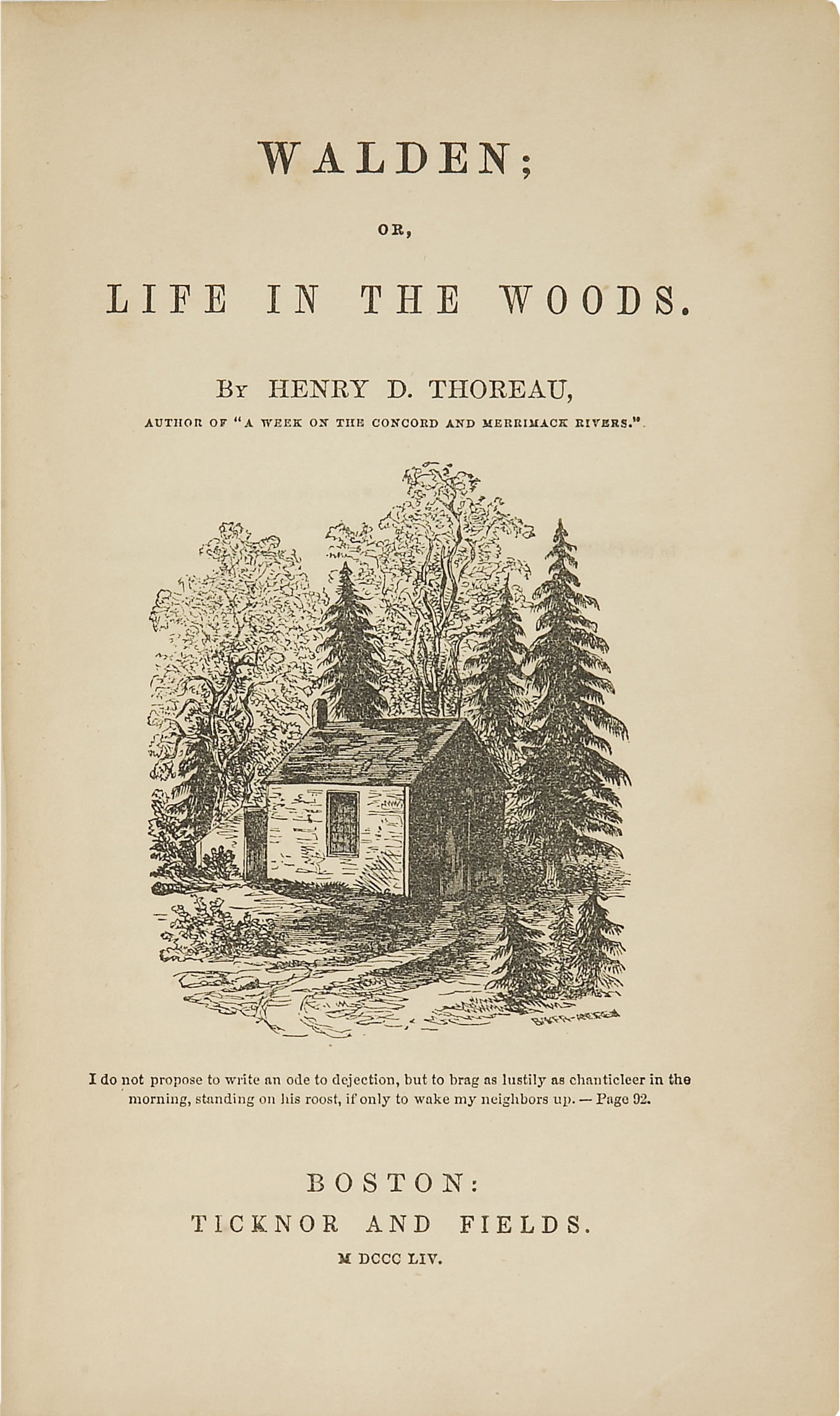
Walden, Titelbild der Originalausgabe

- Henry David Thoreau, veröffentlicht in der Tradition des amerikanischen Transzendentalismus das Buch Walden; or, Life in the Woods über sein zeitweiliges Leben als Aussteiger, das sich zum „Klassiker der Alternativbewegung“ entwickelt.

### Lyrik
- 3. Dezember: Theodor Fontane trägt die Ballade Archibald Douglas, für das er die sogenannte „Chevy-Chase-Strophe“ der altschottischen und altenglischen Balladendichter übernommen hat, unter dem Titel Der Verbannte beim Stiftungsfest des Tunnels über der Spree in Arnims Hotel (Unter den Linden 44) in Anwesenheit von Theodor Storm unter großem Jubel zum ersten Mal vor.

### Drama
- 4. April: Der ursprünglich nicht für die Bühne konzipierte Faust. Der Tragödie zweiter Teil von Johann Wolfgang von Goethe wird in Hamburg uraufgeführt.
- Die Komödie Armut ist kein Laster (Бедность не порок) von Alexander Ostrowski erscheint im Druck und hat am 25. Januar ihre Uraufführung am Maly-Theater in Moskau.

### Periodika

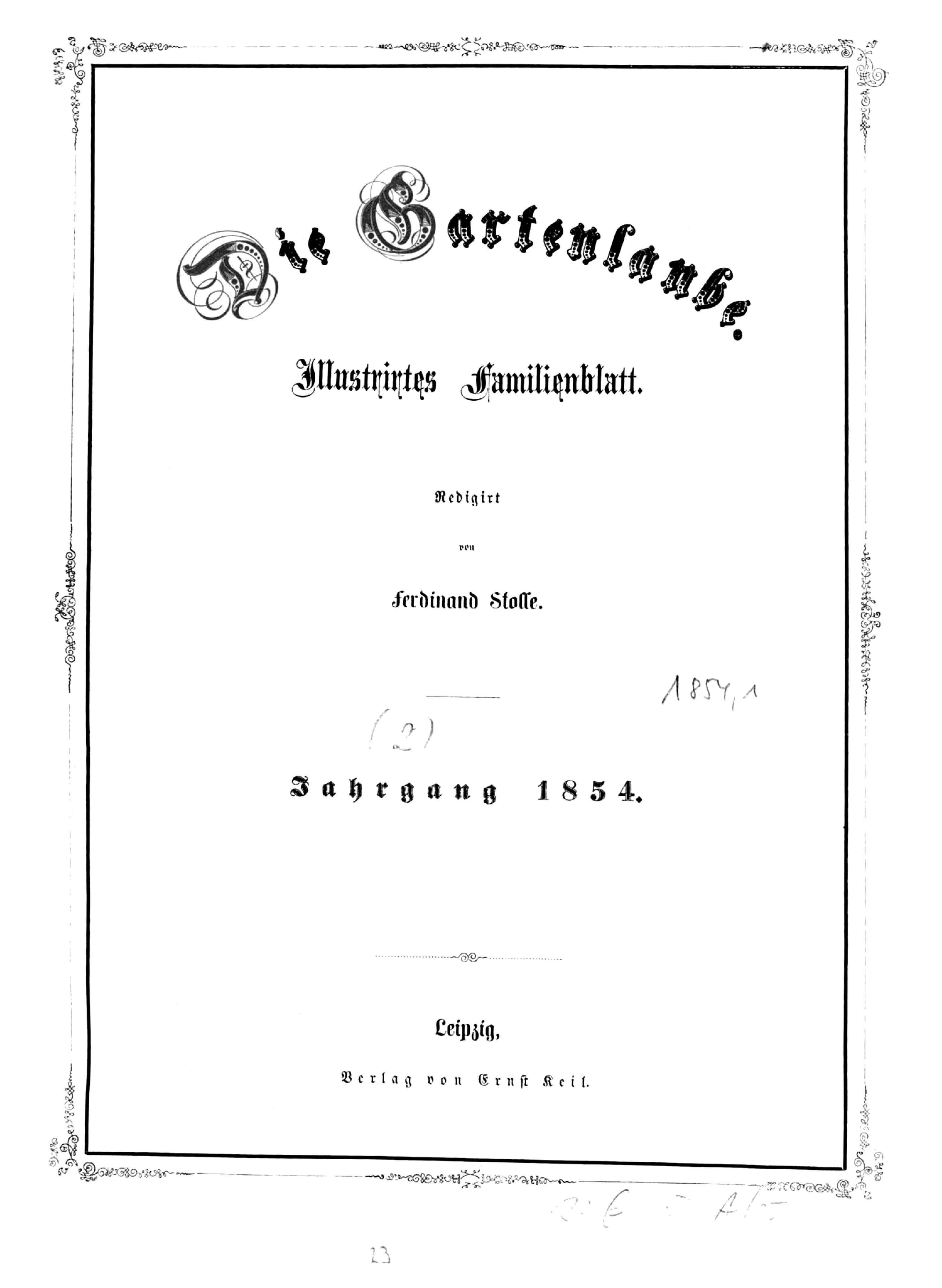
Die Gartenlaube 1854

### Wissenschaftliche Werke
- 26. August: Der französische Erfinder Charles Bourseul beschreibt in der Zeitschrift L'illustration das Telefon. Er wird jedoch nicht ernst genommen und verfolgt seine Idee nicht weiter.

- Theodor Mommsen veröffentlicht den ersten Band seines Hauptwerks Römische Geschichte.
- Sigismund Wilhelm Koelle verfasst die bahnbrechende Studie Polyglotta Africana, in der er rund 120 afrikanische Sprachen miteinander vergleicht.

### Religion

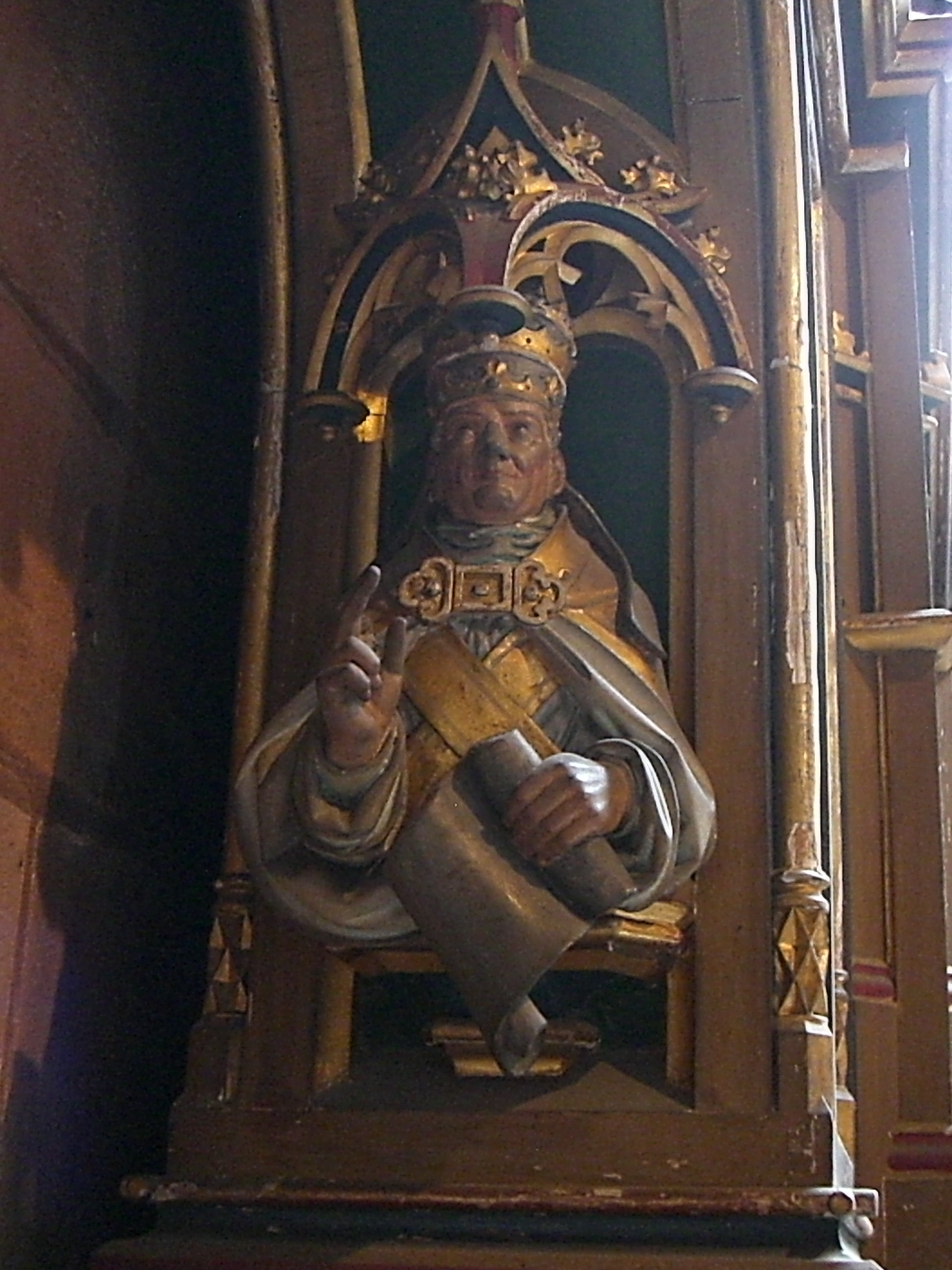
Papst Pius IX. mit der Bulle Ineffabilis Deus auf dem Altar der Maria Immaculata im Freiburger Münster

- 8. Dezember: Papst Pius IX. verkündet mit seinem Schreiben Ineffabilis Deus das Dogma der Unbefleckten Empfängnis.

## Geboren
- 9. Januar: Jennie Churchill, US-amerikanisch-englische Philanthropin und Autorin († 1921)
- 10. Januar: Heinrich Köselitz, deutscher Schriftsteller und Komponist († 1918)
- 19. Januar: Elisabeth Dauthendey, deutsche Schriftstellerin († 1943)
- 26. Januar: Eli Marcus, deutscher Schriftsteller und Schauspieler († 1935)

- 6. Februar: Korl Biegemann, deutscher Arzt und Mundartdichter († 1937)

- 12. März: Gottfried Strasser, Schweizer Pfarrer und Dichter († 1912)
- 25. März: Max Grube, deutscher Schauspieler, Theaterleiter und Schriftsteller († 1934)

- 16. April: Jacob van Rees, niederländischer Autor und Anarchist († 1928)
- 6. Mai: Jean Bungartz, deutscher Tiermaler und Autor († 1934)

- 7. Juni: Max Kretzer, deutscher Schriftsteller († 1941)
- 7. Juni: Charlotte Niese, deutsche Schriftstellerin, Heimatdichterin und Lehrerin († 1935)
- 14. Juni: Nell Kimball, US-amerikanische Prostituierte und Autorin († 1934)
- 17. Juni: Ossip Schubin, tschechisch-deutsche Schriftstellerin († 1934)

- 6. August: Louis de Gramont, französischer Journalist, Dramatiker und Librettist († 1912)
- 7. August: Hermione von Preuschen, deutsche Malerin und Schriftstellerin († 1918)
- 12. August: Ignát Herrmann, tschechischer Schriftsteller, Humorist und Redakteur († 1935)
- 18. August: Eufemia von Adlersfeld-Ballestrem, deutsche Schriftstellerin († 1941)
- 20. August: Paul Schlenther, deutscher Theaterkritiker, Schriftsteller und Theaterdirektor († 1916)

- 2. September: Hans Jæger, norwegischer Literat und Anarchist († 1910)
- 11. September: Peter Hille, deutscher Schriftsteller († 1904)
- 22. September: Henny Koch, deutsche Schriftstellerin und Übersetzerin († 1925)

- 16. Oktober: Oscar Wilde, irischer Schriftsteller († 1900)
- 20. Oktober: Alphonse Allais, französischer Schriftsteller und Humorist († 1905)
- 20. Oktober: Arthur Rimbaud, französischer Dichter († 1891)

- 10. Dezember: Ernst Henrici, deutscher Gymnasiallehrer, Schriftsteller und Politiker († 1915)

## Gestorben
- 5. Januar: Gottschalk Eduard Guhrauer, deutscher Literaturhistoriker (* 1809)
- 18. Februar: Thomas Eastoe Abbott, englischer Dichter (* 1786)
- 24. Februar: Julius Hundeiker, deutscher Romanschriftsteller (* 1784)
- 9. April: Antoine Jay, französischer Jurist und Schriftsteller (* 1770)
- 5. Juli: Émile Souvestre, französischer Roman- und Bühnendichter (* 1806)
- 2. August: Heinrich Clauren, deutscher Schriftsteller (* 1771)
- 3. September: Christoph von Schmid, deutscher Dichter und Jugendbuchautor (* 1768)
- 22. Oktober: Jeremias Gotthelf, Schweizer Schriftsteller und Pfarrer (* 1797)
- 30. Oktober: Ferdinand Sauter, österreichischer Dichter (* 1804)
- 2. November: Anton Pann, rumänischsprachiger Lyriker, Komponist und Musikwissenschaftler (* zwischen 1794 und 1798)
- 3. Dezember: Johann Peter Eckermann, deutscher Dichter (* 1792)